# Антоніо Пріето (тенісист)
Антоніо Пріето (порт. Antonio Prieto; нар. 7 вересня 1973) — колишній бразильський тенісист.
Здобув 1 парний титул.
Найвищим досягненням на турнірах Великого шолома було 2 коло в парному розряді.

## Фінали Туру ATP за кар'єру

### Парний розряд: 1 (1–0)
| Результат | Ранг | Рік  | Турнір         | Покриття | Партнер         | Суперники           | Рахунок  |
| --------- | ---- | ---- | -------------- | -------- | --------------- | ------------------- | -------- |
| Перемога  | 1.   | 2000 | Сантьяго, Чилі | Ґрунт    | Густаво Куертен | Лен Бейл Піт Норвал | 6–2, 6–4 |

## Титули на челленджерах

### Парний розряд: (4)
| Ранг | Рік  | Турнір                   | Покриття | Партнер          | Суперники                        | Рахунок       |
| ---- | ---- | ------------------------ | -------- | ---------------- | -------------------------------- | ------------- |
| 1.   | 1999 | Грамаду, Бразилія        | Тверде   | Алешандре Сімоні | Пауло Карвальйо Рікарду Шлахтер  | 6–1, 6–4      |
| 2.   | 1999 | Белу-Оризонті, Бразилія  | Тверде   | Даніел Мело      | Джеймі Дельгадо Мартін Лі        | 6–2, 3–6, 7–5 |
| 3.   | 1999 | Сантьяго, Чилі           | Ґрунт    | Крістіану Теста  | Херман Пуентес Алекс Лопес Морон | 4–6, 6–4, 6–3 |
| 4.   | 2001 | Рібейран-Прету, Бразилія | Ґрунт    | Адріану Феррейра | Серхіо Ройтман Андрес Шнейтер    | 6–1, 6–7, 6–4 |